# Gare de Coucy-lès-Eppes
Gare de Coucy-lès-Eppes vasútállomás Franciaországban, Coucy-lès-Eppes településen.

## Vasútvonalak
Az állomást az alábbi vasútvonalak érintik:
- Reims-Laon-vasútvonal

## Kapcsolódó állomások
A vasútállomáshoz az alábbi állomások vannak a legközelebb:
- Gare de Saint-Erme
- Gare de Laon